# Fachlehrer
Ein Fachlehrer ist eine Lehrkraft mit Berufserfahrung aus der Praxis. Der Hauptunterschied zur wissenschaftlichen Lehrkraft ist die Ausbildung. So ist die Fachlehrerausbildung kein klassisches Lehramtsstudium, sondern wie eine praxisnahe Ausbildung anzusehen, die an staatlichen Seminaren (ähnlich den Studienseminar), häufig als Beamtenanwärter erfolgt. Abzugrenzen ist der Fachlehrer auch vom Quereinsteiger, der im Berufsalltag nachqualifiziert wird.
Der Berufsalltag der meisten Fachlehrer unterscheidet sich nicht von dem einer wissenschaftlichen Lehrkraft. Fachlehrer erteilen Unterricht, sind an der Notenvergabe beteiligt, sind in Schulentwicklungsprozesse eingebunden und stehen in Kontakt mit den Eltern. In allen Bundesländern werden Fachlehrer in niedrigere Besoldungsgruppen eingruppiert als wissenschaftliche Lehrkräfte.

## Fachlehrer an allgemeinbildenden Schulen
Fachlehrer werden in Bayern, Baden-Württemberg, Nordrhein-Westfalen und im Saarland an allgemeinbildenden Schulen eingesetzt und in staatlichen Ausbildungen ausgebildet.
In Sachsen können sich Erzieher, die an Schulen für Schüler mit geistiger Behinderung tätig sind, zum Fachlehrer im Förderschwerpunkt geistige Entwicklung ausbilden lassen.

### Baden-Württemberg
In Baden-Württemberg werden Fachlehrer in zwei unterschiedlichen Bereichen ausgebildet:
- Fachlehrkräfte für musisch-technische Fächer
- Fachlehrkräfte und Technische Lehrer Sonderpädagogik

Die Ausbildung erfolgt an Pädagogischen Fachseminaren.

#### Fachlehrer für musisch-technische Fächer
Der Einsatz dieser Fachlehrer erfolgt an Haupt-, Werkreal-, Gemeinschafts- und Realschulen, wobei der Einsatz auch in anderen Schularten möglich ist.
Die Ausbildung erfolgt je nach Fachseminar, in einer der folgenden Fächerkombinationen:
- Sport – Alltagskultur und Gesundheit
- Sport – Technik
- Sport – Musik
- Bildende Kunst – Sport
- Bildende Kunst – Technik
- Bildende Kunst – Musik
- Musik – Alltagskultur und Gesundheit
- Musik – Technik

Neben dem fachpraktischen Unterricht erteilen die Fachlehrer auch Unterricht in allen weiteren Fächern und sind als Klassenlehrer eingesetzt. Der Fachlehrer wird in der Besoldungsgruppe A9, mit Beförderungsamt A10 und A11 eingruppiert. Das Regeldeputat beträgt 28 Wochenstunden. Zugangsvoraussetzung zur Ausbildung ist die Mittlere Reife, eine erfolgreiche Teilnahme am Einstellungstest, eine abgeschlossene Berufsausbildung sowie ein Jahr Berufserfahrung.

#### Fachlehrer Sonderpädagogik
Einen weiteren Einsatz von Fachlehrern gibt es an Sonderpädagischen Bildungs- und Beratungszentren mit Förderschwerpunkt geistige Entwicklung oder körperliche-motorische Entwicklung.
Erzieher oder Heilerziehungspfleger werden nach der Ausbildung Fachlehrer Sonderpädagogik für den Förderschwerpunkt geistige Entwicklung, Physio-, Ergo- oder Arbeitstherapeuten werden Fachlehrer für den Förderschwerpunkt körperliche-motorische Entwicklung. Die Fachlehrer für den Förderschwerpunkt geistige Entwicklung agieren häufig als Klassenlehrer für Schüler mit geistiger und mehrfacher Behinderung und erteilen Unterricht in allen Fächern. Die Fachlehrer für den Förderschwerpunkt körperliche-motorische Entwicklung erteilen ebenfalls Unterricht in allen Fächern und fördern die Schüler physiotherapeutisch und ergotherapeutisch. Neben dem Einsatz an Sonderpädagogischen Bildungs- und Beratungszentren werden Fachlehrer Sonderpädagogik an allen weiteren Schularten im Rahmen der Inklusion eingesetzt. Fachlehrer Sonderpädagogik werden in Besoldungsgruppe A9, mit Beförderungsamt nach A10 und A11 eingestuft und haben ein Regeldeputat von 31 Wochenstunden. Zugangsvoraussetzung zur Ausbildung ist die Mittlere Reife, eine erfolgreiche Teilnahme am Einstellungstest, eine abgeschlossene einschlägige Berufsausbildung sowie ein Jahr Berufserfahrung.
Technische Lehrkräfte Sonderpädagogik werden ebenfalls an Sonderpädagischen Bildungs- und Beratungszentren mit Förderschwerpunkt geistige Entwicklung oder körperlich-motorische Entwicklung eingesetzt. Technische Lehrkräfte haben neben der Ausbildung zum Fachlehrer einen Meisterbrief. Technische Lehrkräfte erteilen vorwiegend fachpraktischen Unterricht, werden aber auch als Klassenlehrer eingesetzt. Sie werden in Besoldungsgruppe A10, mit Beförderungsamt nach A11 eingestuft und haben ein Regeldeputat von 31 Wochenstunden.

### Bayern
Fachlehrer an allgemeinbildenden Schulen werden in Bayern an Grund-, Mittel-, Real- und Förderschulen eingesetzt und unterrichten vorwiegend in den fachpraktischen Fächern. Die Ausbildung erfolgt in einer der folgenden Fächerkombinationen:
- Werken, Technisches Zeichnen, Kommunikationstechnik und Kunst bzw. Sport
- Ernährung und Gestaltung
- Ernährung, Gestaltung und Kommunikationstechnik bzw. Sport
- Sport und Kommunikationstechnik
- Musik und Kommunikationstechnik
- Englisch und Kommunikationstechnik oder Englisch und Sport

Fachlehrer an allgemeinbildenden Schulen werden nach Besoldungsgruppe A10, mit Beförderungsamt nach A11, besoldet. Fachlehrer haben ein Regeldeputat von 29 Wochenstunden, das abhängig vom Einsatz als Lehrkraft für wissenschaftliche Fächer bis auf 23 Wochenstunden gesenkt werden kann. Zugangsvoraussetzung ist der Mittlere Schulabschluss sowie je nach Fächerkombination eine abgeschlossene Berufsausbildung. Die Ausbildung erfolgt an Staatsinstituten.

### Nordrhein-Westfalen
Fachlehrer arbeiten in Nordrhein-Westfalen an Förderschulen mit dem Förderschwerpunkt geistige Entwicklung oder körperliche und motorische Entwicklung. Daneben können sie auch im vorschulischen Bereich in den Förderschwerpunkten Sehen und Hören und Kommunikation tätig sein. Sie sind als Lehrkraft in einem Klassenteam mit einem Sonderschullehrer eingesetzt. Neben dem Unterricht führen sie auch pflegerische Tätigkeiten durch. Fachlehrer werden in Nordrhein-Westfalen nach Besoldungsgruppe A9 bezahlt. Zugangsvoraussetzung zur Ausbildung ist der Mittlerer Schulabschluss, eine einschlägige abgeschlossene Berufsausbildung sowie mindestens 18 Monate Berufserfahrung.

## Fachlehrer an beruflichen Schulen
In vielen weiteren Bundesländern wird die Berufsbezeichnung Fachlehrer als Bezeichnung für Lehrer für Fachpraxis an beruflichen Schulen genutzt.